# Kleine bamboerat
De kleine bamboerat (Cannomys badius) is een knaagdier uit de onderfamilie der bamboeratten (Rhizomyinae) dat voorkomt in Zuidoost-Azië. De kleine bamboerat is de enige soort van het geslacht Cannomys, dat het nauwste verwant is aan Rhizomys, het enige andere nog levende geslacht van de onderfamilie. 

## Voorkomen
De soort is gevonden van Oost-Nepal via West-Bengalen, Assam, Meghalaya, Manipur, Nagaland en Mizoram in Noordoost-India, Bhutan, Zuidoost-Bangladesh, Myanmar en Thailand tot Zuid-China, Noordwest-Vietnam en Cambodja. 

## Ondersoorten
In India zijn er drie ondersoorten erkend, castaneus (Blyth, 1843), pater Thomas, 1915 en plumbescens Thomas, 1915, maar die verschillen volgens recent onderzoek nauwelijks in vachtkleur.